# Miętkie (województwo lubelskie)
Miętkie – wieś w Polsce położona w województwie lubelskim, w powiecie hrubieszowskim, w gminie Mircze.
W latach 1867–1945 miejscowość była siedzibą gminy Miętkie. W latach 1954–1961 wieś należała i była siedzibą władz gromady Miętkie, po jej zniesieniu w gromadzie Mircze. W latach 1975–1998 miejscowość administracyjnie należała do województwa zamojskiego. 
Wieś stanowi sołectwo w gminie Mircze. Według Narodowego Spisu Powszechnego (III 2011 r.) liczyła 194 mieszkańców i była szesnastą co do wielkości miejscowością gminy.
Wierni Kościoła rzymskokatolickiego należą do parafii Zmartwychwstania Pańskiego w Mirczu.

## Historia
Wieś położona historycznie w staropolskim powiecie bełskim. Po 1411 roku wymieniana w łacińskiej parafii w Nabróżu. W 1411 należała do Jana Szompnika z Nabróża, zaś w 1469 roku do jego wnuka lub prawnuka - Sasina Nabróskiego z Nabróża. W 1564 wieś była w ręku Mikołaja Modryńskiego, było tu 5,75 łana (96, 6 ha) gruntów uprawnych. W XVIII wieku do Horodyskich, następnie hrabiów. Wyszyńskich, w drugiej połowie XIX wieku do Świeżawskich. Spis z roku 1921 wykazywał we wsi 116 domów oraz 587 mieszkańców, w tym 12 Żydów i aż 287 Ukraińców. W okresie międzywojennym siedzibą gminy Miętkie był pobliski Sahryń.

### II wojna światowa
W styczniu i marcu 1943 roku hitlerowcy wysiedlili polską część ludności, jej gospodarstwa nadając Ukraińcom. Stała się przez to jednym z siedlisk nacjonalistów ukraińskich. Z tych między innymi powodów została zniszczona w nocy 9 marca 1944 r. przez oddziały AK i BCh Stanisława Basaja „Rysia”. W wyniku walk polsko-ukraińskich została zniszczona większość wsi w gminie Miętkie.

## Zabytki
- Zachowane 2 drewniane wiatraki z XIX wieku
- Niegdyś istniała tu drewniana cerkiew prawosławna z 1860 roku, wzniesiona na miejsce poprzedniej sprzed XVIII wieku

## Wspólnoty wyznaniowe
- Wierni kościoła rzymskokatolickiego należą do parafii w Mirczu – kościół filialny[12].
- Sala Królestwa zboru Świadków Jehowy Mircze-Miętkie (Miętkie 7)[13].